# Moteur de Mises en Relations
Pour les articles homonymes, voir MMR.
Un Moteur de Mises en Relations (MMR) est un type de site web facilitant les recherches des consommateurs.
Le demandeur définit l'objet de sa recherche et les caractéristiques souhaitées (un bien immobilier par exemple) de façon anonyme, et obtient en retour une sélection d'offres.

## Description et fonctionnement
Un MMR est un système qui assiste un demandeur dans sa recherche sur un thème précis. Le demandeur "commande" une investigation et se fait servir des opportunités filtrées. Il décide sans être importuné et sans se dévoiler.
Un MMR est un dispositif de recherche complexe qui associe l'informatique et l'interprétation humaine pour trouver, sur l'ensemble du Web, des opportunités lorsqu'il s'agit de rapprocher la demande et l'offre. Les processus des MMR s'adaptent aux contextes des recherches et peuvent être fort différents.
Un MMR cherche partout sur le Web avec un cahier des charges défini par le demandeur. Une recherche s'effectue pour alimenter la base de données du site.
Pour bien comprendre l'utilité d'un MMR, prenons l'exemple d'une boulangerie. Tout boulanger soigne sa vitrine, son enseigne et passe des annonces promotionnelles. Il espère ainsi que de nouveaux consommateurs entreront dans son magasin. Un MMR s'occupe lui du client. Il l'aide à définir son besoin et à détecter ou se trouvent les pains qui conviennent à ses gouts ou à son régime. Le consommateur peut alors aller goûter là ou là, sans être importuné par la publicité.
Un MMR doit être indépendant et gratuit. Il doit apporter des opportunités de qualité et respecter strictement anonymat des demandeurs.